# 比马拉耶纳古迪
比马拉耶纳古迪（Bhimarayanagudi），是印度卡纳塔克邦Gulbarga县的一个城镇。总人口4791（2001年）。

## 人口
该地2001年总人口4791人，其中男性2457人，女性2334人；0—6岁人口577人，其中男299人，女278人；识字率73.68%，其中男性为81.85%，女性为65.08%。